# Președinții Republicii Togoleze
Aceștia sunt Președinții Republicii Togoleze începând cu anul 1960 și până în prezent.
- Sylvanus Olympio: 27 aprilie 1960 - 13 ianuarie 1963
- Nicolas Grunitzky: 16 ianuarie 1963 - 13 ianuarie 1967
- Kléber Dadjo: 14 ianuarie - 14 aprilie 1967
- Gnassingbe Eyadema: 14 aprilie 1967 - 5 februarie 2005
- Faure Eyadéma: 5 februarie 2005 - 25 februarie 2005
- Bonfoh Abbass: din 25 februarie 2005, interimar